# روبي هو
روبي هو (بالإنجليزية: Robbie Haw)‏ هو لاعب كرة قدم بريطاني في مركز الهجوم، ولد في 10 أكتوبر 1986 في يورك في المملكة المتحدة. لعب مع نادي يورك سيتي.

## وصلات خارجية
- روبي هو على موقع Soccerbase.com (لاعب) (الإنجليزية)